# Tonatiuh
Tonatiuh és el Déu del foc entre els indígenes nàhuatl.
La cerimònia dedicada a aquesta divinitat formava part dels ritus magnífics i solemnes amb què se celebrava la mort dels asteques que havien sucumbit al camp de batalla. Els cantaires, amb el cap adornat de tires de cuir ennegrit, es col·locaven en fila en una gran plaça, llançant gemecs i entonant cants fúnebres acompanyant-se amb teponaxtles (tambors). Les vídues dels herois sortien llavors de casa seva vestides amb la túniques (ayatl) dels seus marits i amb els cinturons d'aquests (maxtli) penjant dels seus colls; es posaven també en fila i ploraven al so dels instruments i ballaven a reculons i palmetejant.
Els nens, amb els adorns que els guerrers solien portar als nassos oa la boca, acompanyaven les seves mares i es lamentaven amb elles. Venien després els ploraners, que eren rebuts pels cantaires al so dels instruments de música i amb crits i udols.
Al cap de quatre dies, es fabricaven uns ninots de fusta que representaven als difunts, i després de recobrir-los amb paper de maguey, se'ls posava una túnica i un cinturó i se'ls aplicaven ales d'esparver perquè poguessin volar davant del sol. S'adornaven el cap amb plomes, es penjaven arrecades a les orelles i se'ls exposava en una espaiosa sala anomenada Tlacochcalco. Allí acudien les vídues i oferien al ninot, que representava el seu marit, un plat de Tlacatlacuali o aliment humà, galetes a les quals es donava el nom de papalotlaxcalli o galetes adormidores, i farina de blat de moro deslluïda en una mica d'aigua. Els cantaires retornaven als seus lúgubres salmòdies acompanyats del huehuetl. Estava prohibit als que en tals cerimònies prenien part, rentar-se o canviar-se de roba fins que no estiguessin del tot acabades.

Finalitzat el cant, els concurrents es fregaven el cap amb escorces d'arbre reduïdes a pols, la qual cosa els donava un aspecte repulsiu. Aleshores les vídues presentaven la seva última ofrena de neuhtli (beguda indígena), cobrint el terra de roses i cremant aromes i perfums. Com a número final del programa s'encenia una gran foguera, s'hi llançaven els ninots, i mentre aquests cremaven les vídues ploraven i gemegaven al voltant de la pira. Abans de retirar-se, els més ancians dels sacerdots feien un breu discurs, dient:
| « | Fills i germanes nostres: animeu-vos i eixampleu les vostres ànimes. Ens hem acomiadat dels nostres fills, els ocelotl i els quauhtli; no us penseu veure'ls mai més. No és com abans, que sortien de les vostres cases enfadats o descontents, però hi tornaven al cap de tres o quatre dies; se n'han anat per no tornar-hi. reneu les vostres ordinàries tasques, teixiu, escombreu; quedeu amb nosaltres, i no espereu sinó el Teotl, el senyor del dia i de la nit, el propietari i déu del foc i de l'aire. | » |

El dol durava vuit dies, durant els quals els estava prohibit a la vídues rentar-se i pentinar-se. Aquestes cerimònies es renobaven al final de cada campanya de l'exèrcit asteca.